# Eupithecia maenamiella
Eupithecia maenamiella är en fjärilsart som beskrevs av Inoue 1980. Eupithecia maenamiella ingår i släktet Eupithecia och familjen mätare. Inga underarter finns listade i Catalogue of Life.